# Metokarbamol
Metokarbamol je centralno delujuči miorelaksant koji se koristi za tretman spazama skeletalnih mišića. On je u prodaji pod imenom Robaxin.

## Metabolism
Metokarbamol je karbamat gvajafenezina, ali se iz njega ne formira gvajafenezin kao metabolit, jer ne dolazi do metaboličke hidrolize karbamatne veze, već se metabolizmom faze I hidroksiluje i O-demetiluje prsten, i tome sledi kougacija faze II. Svi glavni metaboliti su nehidrolizovani karbamati.

## Hemija
Metokarbamol se može sintetisati iz gvajafenezin sukcesivnom reakcijom sa fosgenom i amonijakom.

## Spoljašnje veze
|  | Molimo Vas, obratite pažnju na važno upozorenje u vezi sa temama iz oblasti medicine (zdravlja). |